# Phyllophaga papaloana
Phyllophaga papaloana är en skalbaggsart som beskrevs av Moron 2001. Phyllophaga papaloana ingår i släktet Phyllophaga och familjen Melolonthidae. Inga underarter finns listade i Catalogue of Life.